# Magadi vina
Magadi Vina är ett sällsynt indiskt musikinstrument som är en bambukäpp med två-tre strängar, och tror vara en tidig prototyp till rudra vina.